# 楊思駅
楊思駅（ようしえき）は中華人民共和国上海市浦東新区に位置する上海地下鉄8号線の駅である。

## 駅構造
- 島式ホーム1面2線を有する地下駅。ホームドア設置駅。

## 歴史
- 2009年7月5日 - 開業。

## 隣の駅
上海地下鉄
■8号線
成山路駅 - 楊思駅 - 東方体育中心駅